# Margorejo (Margorejo)
Margorejo is een bestuurslaag in het regentschap Pati van de provincie Midden-Java, Indonesië. Margorejo telt 4898 inwoners (volkstelling 2010).